# Flat Iron Building, Stockholm

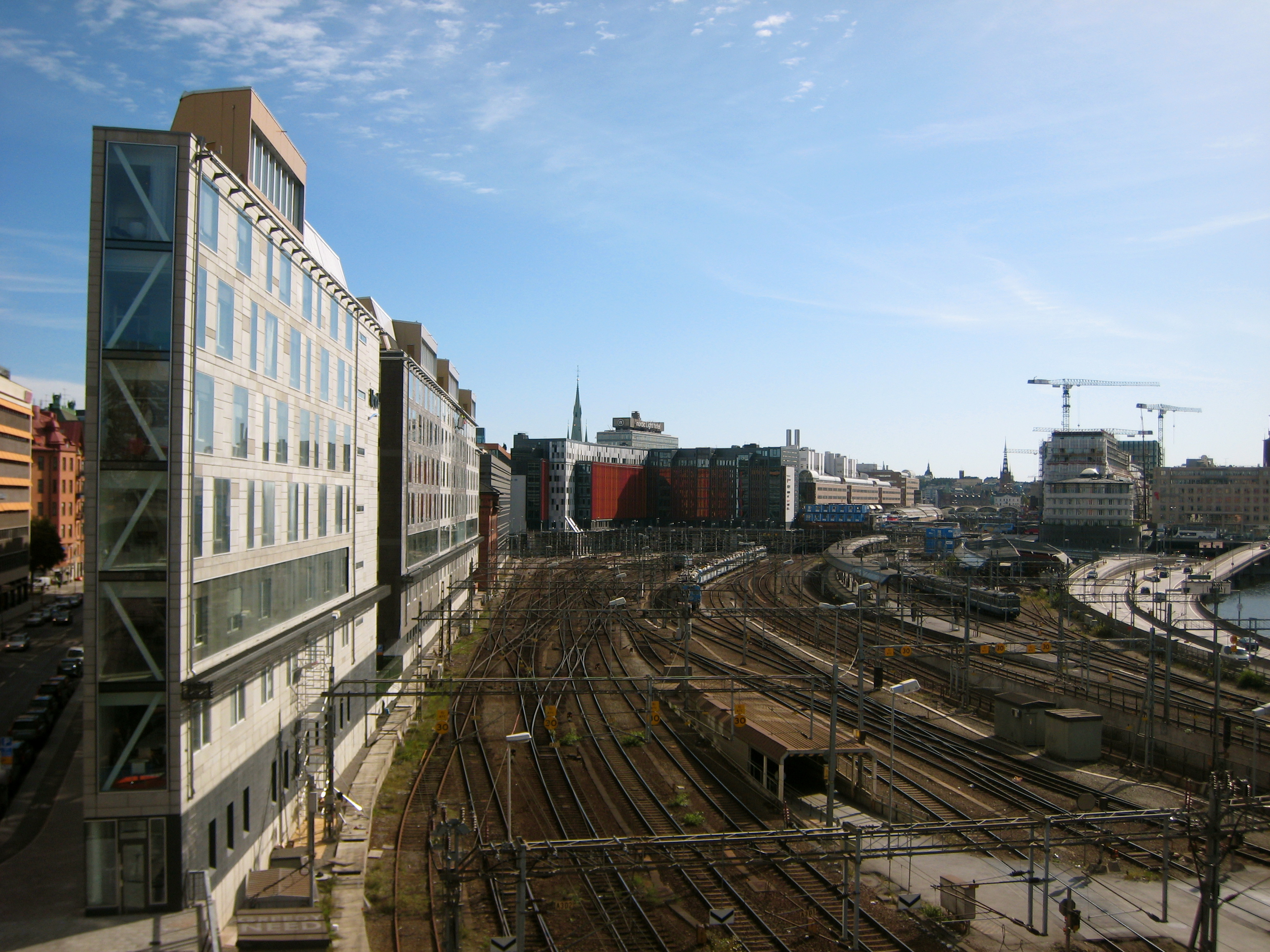
Flat Iron Building från Barnhusbron.

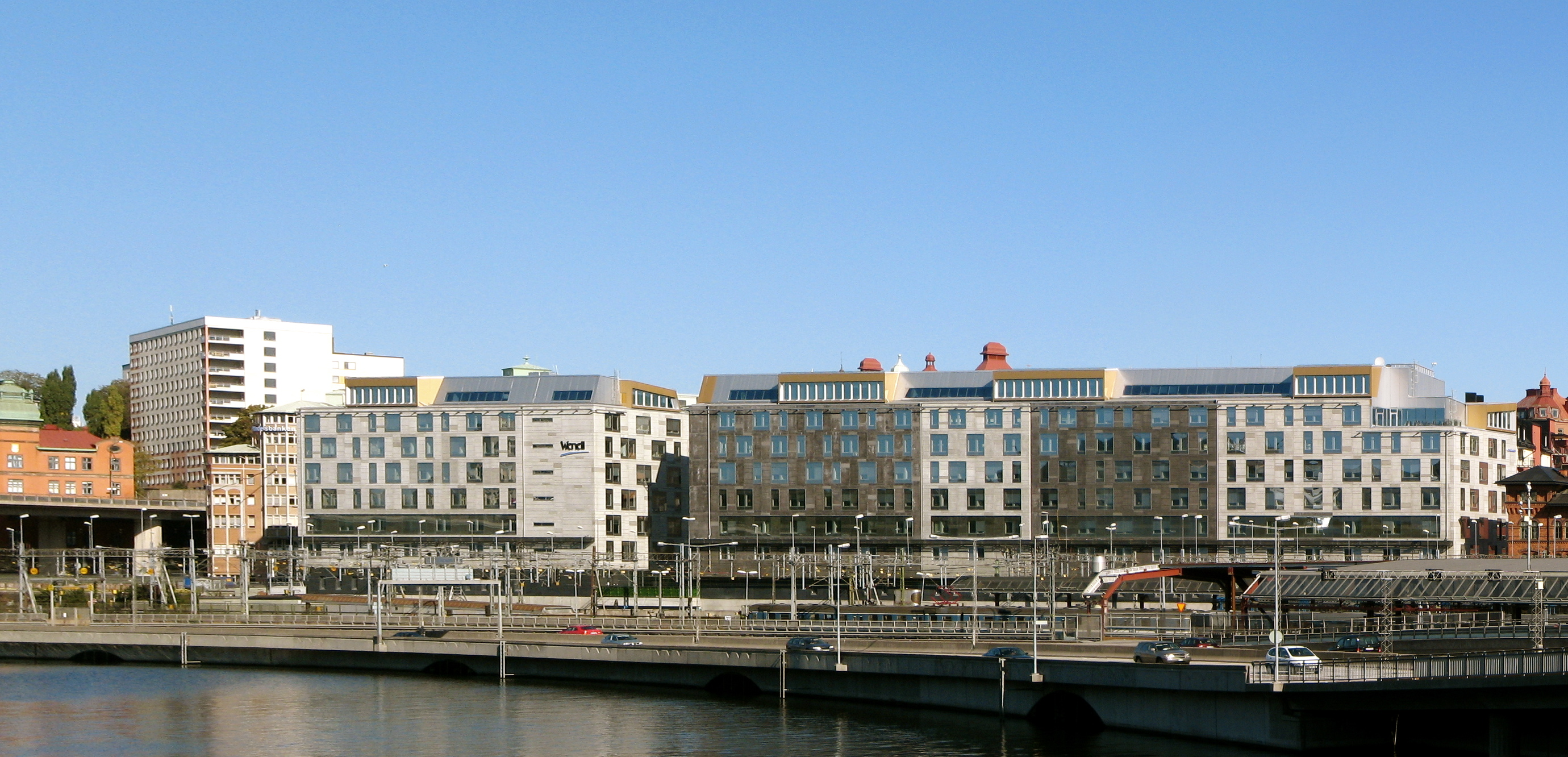
Fasader mot järnvägen.

Flat Iron Building är en kontorsfastighet på Norrmalm i centrala Stockholm som uppfördes av Skanska 2009 och såldes till fastighetsbolaget Norrporten 2010. Köpeskillingen på 850 miljoner kronor gjorde affären till en av de största fastighetstransaktionerna i Sverige 2010

## Beskrivning
Flat Iron Building omfattar 13 400 kvadratmeter och är byggd på en trekantig tomt som sträcker sig mellan Norra Bantorget och Barnhusbron. På den ena sidan ligger järnvägen i Stockholm. Byggnaden är tänkt att påminna om den 87 meter höga Flatiron Building på Manhattan i New York, uppförd 1902.
Fastigheten är en del av stadsutvecklingsprojektet Västra City som syftar till att utveckla och bebygga områdena mellan Klara sjö och bebyggelsen på Norrmalm, områden som idag domineras av järnvägen och Klarastrandsleden.
Fastigheten är uppdelad i två kvarter. Kvarteret närmast Barnhusbron består av ett kontorshus, i det andra kvarteret upptas delen mot Torsgatan av bostadshus uppförda i en mer traditionell arkitektur utan samband med Flat Iron Building, medan delen mot järnvägen utgör en del av fastigheten.
Flat Iron Building är ritat av Rosenbergs arkitekter. Byggnaden är uppförd med hjälp av betongelement, och denna byggmetod valdes på grund av närheten till järnvägsspåren som ställde krav på en kort byggtid och på säkerhet efter färdigställande. Kontorsdelen i kvarteret närmast Norra Bantorget fungerar också som buller- och riskskydd från bangården för de nya bostadshusen i kvarteret.
Bland hyresgästerna märks Konkurrensverket, Diskrimineringsombudsmannen, Tetra Pak och 
Hexagon.
Byggnaden var en av de tio finalisterna i tävlingen Årets Stockholmsbyggnad 2010, arrangerad av Stockholms stad.